# ور (بخش)
شهرستان ور(به فرانسوی: Var) در ناحیه پروانس آلپ-کوت دازور در کشور فرانسه واقع شده‌است.